# فرانسيس ريان
فرانسيس جون ريان (بالإنجليزية: Francis Ryan)‏ الشهير باسم هان (10 يناير 1908 - 14 أكتوبر 1977) لاعب كرة قدم أمريكي راحل كان يجيد اللعب في خط الهجوم.
لعب طوال مسيرته الرياضية في أندية لايتهاوس بويز، نيويورك غاليسيا (1929-1930) لايتهاوس بويز (1930-1931) فيلاديلفيا جيرمان أميريكانز (1931-1936).
مثل منتخب الولايات المتحدة في 3 مباريات مسجلا هدف واحد (1928-1936). شارك مع منتخب الولايات المتحدة في بطولة كأس العالم 1934 في إيطاليا حيث خرج من الدور الثمن النهائي.

## وصلات خارجية
- فرانسيس ريان على موقع الاتحاد الدولي (مؤرشف)  (الإنجليزية)
- فرانسيس ريان على موقع قاعدة بيانات كرة القدم.إي يو (الإنجليزية)
- فرانسيس ريان على موقع ناشيونال فوتبول تيمز (الإنجليزية)
- فرانسيس ريان على موقع Soccerway.com (الإنجليزية)
- فرانسيس ريان على موقع عالم كرة القدم.نت (الإنجليزية)
- فرانسيس ريان على موقع أوليمبيديا (الإنجليزية)

- هذا سيرة ذاتية